# Club Deportivo Juvenil
El Club Deportivo Juvenil fue un equipo de fútbol de la ciudad de La Coruña, en Galicia. Fue fundado en 1940 con el nombre de Club Deportivo Aprendices de la Fábrica de Armas por Rodrigo García Vizoso, exjugador del Deportivo de La Coruña. Fue club asociado al Deportivo, con funciones de filial pero manteniéndose como club independiente. En 1963 se fusionó con el Fabril S.D., filial del Deportivo de La Coruña, para dar lugar al Fabril Deportivo (actualmente llamado R.C.D. Fabril). Pasó la mayor parte de su existencia en la Tercera División española, disputando una única temporada en Segunda División, siendo uno de los 12 equipos gallegos que han participado en esta categoría y el único de la ciudad herculina junto al Deportivo en hacerlo.

## Historia
Al término de Guerra Civil el exjugador del Real Club Deportivo de La Coruña Rodrigo García Vizoso ingresa a trabajar en la Fábrica de Armas de La Coruña. En el seno de ella funda un equipo formado por aprendices de la fábrica llamado Club Deportivo Aprendices de la Fábrica de Armas, en el que ejerce de entrenador y comienza a competir en las Divisiones de Modestos de La Coruña proclamándose campeón de Liga y Copa de La Coruña.
En 1944 cambia su nombre por el de Club Deportivo Juvenil. El club es tan superior al resto de equipos integrantes de la División de Modestos de la ciudad herculina que decide pasar a competir en las divisiones regionales. Con el fichaje del internacional Chacho, se consigue ascender a Tercera División. El Juvenil se convierte en equipo asociado al Real Club Deportivo de La Coruña, haciendo las funciones de un filial, pero manteniendo su estructura independiente.
En la temporada 1953-54 se consigue el campeonato de Tercera División y se asciende a Segunda División. El club aguanta un año en la categoría de plata antes de regresar a Tercera, división donde disputó 13 temporadas. A finales de los cincuenta, el Real Club Deportivo (que tiene un convenio de filiación con el Fabril Sociedad Deportiva) ante las penurias económicas que sufren tanto el Fabril como el Juvenil, propone una fusión de ambos clubs, la cual no llega a buen cauce porque el Juvenil quiere que su nombre prevalezca y el Fabril no está dispuesto a ello. En aquel momento ambos clubs militan en Tercera y tienen una gran rivalidad. En la temporada 1959/60 el Fabril gana 0-2 al Juvenil en la penúltima jornada condenándole al descenso a la Serie A Regional. El club deja de competir al finalizar la temporada 1960/61 y en 1963 acepta la propuesta de fusión con el Fabril SD, club que ese mismo año se convirtió en filial del Deportivo y se pasó a llamar Fabril Deportivo y que a día de hoy se llama oficialmente Deportivo B.

## Equipación
Camiseta de rayas verticales estrechas blancas y azules, y pantalón azul. El club recibía la camiseta blanquiazul a través de Mariano Veloy, exjugador del Juvenil y jugador en aquel entonces del RCD Español.

## Escudo
Está compuesto por un banderín triangular con rayas blanquiazules verticales con las siglas CDJ (Club Deportivo Juvenil) en su interior. Encima del banderín hay un balón de fútbol reglamentario de los años cincuenta y detrás una bandera con rayas blanquiazules horizontales ondeando.

## Trayectoria
| Temporada | Categoría                                 | puesto | Copa                     | Notas                           |
| --------- | ----------------------------------------- | ------ | ------------------------ | ------------------------------- |
| 1942/43   | 2ª División de Modestos de La Coruña      | 1º     |                          | Campeón de la Copa de La Coruña |
| 1943/44   | 1ª División de Modestos de La Coruña      | 2º     |                          | Campeón de la Copa de La Coruña |
| 1944/45   | 1ª División de Modestos de La Coruña      | 1º     |                          |                                 |
| 1945/46   | Serie A Regional de Galicia - Grupo Norte | 1º     |                          | Grupo Norte Copa Galicia        |
| 1945/46   | Serie A Regional de Galicia               | 1º     | 1ª ronda Copa Federación |                                 |
| 1946/47   | 3.ª División                              | 3º     |                          |                                 |
| 1947/48   | 3.ª División                              | 7º     | 2ª ronda                 |                                 |
| 1948/49   | 3.ª División                              | 10º    | 2ª ronda                 |                                 |
| 1949/50   | 3.ª División                              | 4º     |                          | Campeón de la Copa Galicia      |
| 1950/51   | 3.ª División                              | 4º     |                          | 1/4 Copa Galicia                |
| 1951/52   | 3.ª División                              | 15º    |                          |                                 |
| 1952/53   | 3.ª División                              | 5º     |                          |                                 |
| 1953/54   | 3.ª División                              | 1º     |                          |                                 |
| 1954/55   | 2.ª División                              | 16º    |                          |                                 |
| 1955/56   | 3.ª División                              | 4º     |                          |                                 |
| 1956/57   | 3.ª División                              | 7º     |                          |                                 |
| 1957/58   | 3.ª División                              | 6º     |                          |                                 |
| 1958/59   | 3.ª División                              | 4º     |                          |                                 |
| 1959/60   | 3.ª División                              | 15º    |                          |                                 |
| 1960/61   | Serie A Regional de Galicia - Grupo Norte | 1º     |                          |                                 |
| 1960/61   | Serie A Regional de Galicia               | 3º     |                          |                                 |

## Palmarés
- Tercera división española (1): 1953-54
- Serie A Regional de Galicia (1): 1945-46
- Copa Galicia (1): 1949-50
- Copa de La Coruña (2):[8] 1942-43, 1943-44
- Primeira División de Modestos da Coruña (1): 1944-45
- Segunda División de Modestos da Coruña (1): 1942-43

## Trofeos amistosos
- Trofeo MInistro de Información y Turismo (Vivero) (1): 1956